# Atzbach
Atzbach è un comune austriaco di 1 178 abitanti nel distretto di Vöcklabruck, in Alta Austria.